# Philipsburg (Montana)
Philipsburg è una città degli Stati Uniti d'America situata in Montana, nella contea di Granite.